# FDJ/Saison 2015
Diese Liste beschreibt die Mannschaft und die Erfolge des Radsportteams FDJ in der Saison 2015.

## Saison 2015

### Erfolge in der UCI WorldTour
Bei den Rennen der UCI WorldTour im Jahr 2015 gelangen dem Team nachstehende Erfolge.
| Datum      | Rennen                     | Sieger        |
| ---------- | -------------------------- | ------------- |
| 2. Mai     | 5. Etappe Tour de Romandie | Thibaut Pinot |
| 17. Juni   | 5. Etappe Tour de Suisse   | Thibaut Pinot |
| 25. Juli   | 20. Etappe Tour de France  | Thibaut Pinot |
| 14. August | 4. Etappe Eneco Tour       | Johan Le Bon  |

### Erfolge in der UCI Europe Tour
Bei den Rennen der UCI Europe Tour im Jahr 2015 gelangen dem Team nachstehende Erfolge.
| Datum             | Rennen                                              | Kat. | Fahrer           |
| ----------------- | --------------------------------------------------- | ---- | ---------------- |
| 8. April          | 2a. Etappe Circuit Cycliste Sarthe                  | 2.1  | Anthony Roux     |
| 19. April         | Tro Bro Leon                                        | 1.1  | Alexandre Geniez |
| 26. April         | La Roue Tourangelle                                 | 1.1  | Lorrenzo Manzin  |
| 29. Mai           | 3. Etappe Belgien-Rundfahrt                         | 2.HC | Arnaud Démare    |
| 30. Mai           | 4. Etappe Belgien-Rundfahrt                         | 2.HC | Arnaud Démare    |
| 4. Juni           | Prolog Boucles de la Mayenne (EZF)                  | 2.1  | Johan Le Bon     |
| 14. August        | 3. Etappe Tour de l’Ain                             | 2.1  | Alexandre Geniez |
| 11.–15. August    | Gesamtwertung Tour de l’Ain                         | 2.1  | Alexandre Geniez |
| 27. August        | 3. Etappe Tour du Poitou Charentes                  | 2.1  | Marc Sarreau     |
| 26. September     | 1. Etappe Tour du Gévaudan Languedoc-Roussillon     | 2.1  | Thibaut Pinot    |
| 26.–27. September | Gesamtwertung Tour du Gévaudan Languedoc-Roussillon | 2.1  | Thibaut Pinot    |

### Erfolge in der Cyclocross Tour
Bei den Rennen der UCI-Cyclocross-Saison 2014/15 gelangen dem Team nachstehende Erfolge.
| Datum         | Rennen                                                         | Kat. | Fahrer         |
| ------------- | -------------------------------------------------------------- | ---- | -------------- |
| 14. September | EKZ CrossTour, Baden                                           | C1   | Francis Mourey |
| 5. Oktober    | EKZ CrossTour, Dielsdorf                                       | C1   | Francis Mourey |
| 12. Oktober   | Coupe de France La France Cycliste de Cyclocross, Besançon     | C1   | Francis Mourey |
| 26. Oktober   | Internationales Radquer Steinmaur, Steinmaur                   | C2   | Francis Mourey |
| 8. November   | Val d’Ille Cyclocross Tour, La Mézière                         | C2   | Francis Mourey |
| 11. November  | Cyclocross Quelneuc, Quelneuc                                  | C2   | Francis Mourey |
| 14. Dezember  | Coupe de France La France Cycliste de Cyclocross, Lanarvily    | C2   | Francis Mourey |
| 26. Dezember  | Internationales Radquer Dagmersellen, Dagmersellen             | C2   | Francis Mourey |
| 18. Januar    | Cyclocross International de Nommay Pays de Montbeliard, Nommay | C2   | Francis Mourey |

### Abgänge – Zugänge
| Zugänge         | Team 2014       | Abgänge          | Team 2015                    |
| --------------- | --------------- | ---------------- | ---------------------------- |
| Steve Morabito  | BMC Racing Team | Pierrick Fédrigo | Bretagne-Séché Environnement |
| Kévin Réza      | Team Europcar   | Nacer Bouhanni   | Cofidis, Solutions Crédits   |
| Lorrenzo Manzin | Neoprofi        | Geoffrey Soupe   | Cofidis, Solutions Crédits   |
| Marc Sarreau    | Neoprofi        | Émilien Viennet  | AVC Aix-en-Provence          |
|                 |                 | Laurent Mangel   | Karriereende                 |

### Mannschaft
| Name                     | Geburtstag        | Nationalität |              |
| ------------------------ | ----------------- | ------------ | ------------ |
| William Bonnet           | 25. Juni 1982     | Frankreich   |              |
| David Boucher            | 17. März 1980     | Frankreich   |              |
| Sébastien Chavanel       | 21. März 1981     | Frankreich   |              |
| Arnaud Courteille        | 13. März 1989     | Frankreich   |              |
| Mickaël Delage           | 6. August 1985    | Frankreich   |              |
| Arnaud Démare            | 26. August 1991   | Frankreich   |              |
| Kenny Elissonde          | 22. Juli 1991     | Frankreich   |              |
| Murilo Fischer           | 16. Juni 1979     | Brasilien    |              |
| Alexandre Geniez         | 16. April 1988    | Frankreich   |              |
| Anthony Geslin           | 9. Juni 1980      | Frankreich   |              |
| Arnold Jeannesson        | 15. Januar 1986   | Frankreich   |              |
| Mathieu Ladagnous        | 12. Dezember 1984 | Frankreich   |              |
| Johan Le Bon             | 3. Oktober 1990   | Frankreich   |              |
| Olivier Le Gac           | 27. August 1993   | Frankreich   |              |
| Pierre-Henri Lecuisinier | 30. Juni 1993     | Frankreich   |              |
| Lorrenzo Manzin          | 26. Juli 1994     | Frankreich   |              |
| Steve Morabito           | 30. Januar 1983   | Schweiz      |              |
| Francis Mourey           | 8. Dezember 1980  | Frankreich   |              |
| Yoann Offredo            | 12. November 1986 | Frankreich   |              |
| Laurent Pichon           | 19. Juli 1986     | Frankreich   |              |
| Cédric Pineau            | 8. Mai 1985       | Frankreich   |              |
| Thibaut Pinot            | 29. Mai 1990      | Frankreich   |              |
| Kévin Réza               | 18. Mai 1988      | Frankreich   |              |
| Anthony Roux             | 18. April 1987    | Frankreich   |              |
| Jérémy Roy               | 22. Juni 1983     | Frankreich   |              |
| Marc Sarreau             | 10. Juni 1993     | Frankreich   |              |
| Benoît Vaugrenard        | 5. Januar 1982    | Frankreich   |              |
| Jussi Veikkanen          | 29. März 1981     | Finnland     |              |
| Arthur Vichot            | 26. November 1988 | Frankreich   |              |
| Stagiaires               | Stagiaires        | Nationalität | Nationalität |
| Fabien Doubey            | Fabien Doubey     | Frankreich   |              |
| Marc Fournier            | Marc Fournier     | Frankreich   |              |
| Elie Gesbert             | Elie Gesbert      | Frankreich   |              |